# Una canzone per Marion
(Tagline del film.)
Una canzone per Marion (Song for Marion) è un film del 2012 scritto e diretto da Paul Andrew Williams, che ha per protagonisti Vanessa Redgrave, Terence Stamp e Gemma Arterton.

## Trama
Arthur è un burbero e solitario settantaduenne sposato con Marion, una donna che apprezza la vita e la compagnia, malata terminale. Nonostante i problemi, Marion continua a partecipare ad un coro locale poco convenzionale, ma il peggioramento del suo stato di salute la costringe a lasciare quello svago. Arthur, sotto esplicita richiesta della moglie, si convince a malincuore a prendere il suo posto nel coro e così facendo inizia un’esperienza che, grazie anche alla direttrice Elizabeth, lo costringe ad affrontare un percorso di crescita interiore e a scoprire nuovi lati di sé.

## Accoglienza
Il film ha ricevuto recensioni positive da parte dei critici cinematografici. Sul sito Rotten Tomatoes è stato certificato come fresco con il 65% di critiche positive.

## Premi e candidature
- 2012 - British Independent Film Awards
  - Candidatura al Miglior attore a Terence Stamp
  - Candidatura alla Migliore attrice non protagonista a Vanessa Redgrave
  - Candidatura alla Miglior sceneggiatura
- 2013 - Nashville Film Festival
  - Miglior film